# Васяхъёган
Васяхъёган (устар. Васях-Юган, Харъёган) — река России, в Шурышкарском районе Ямало-Ненецкого АО. Устье находится у села Восяхово, в 62 км от устья протоки Малая Горная Обь по левому берегу. Длина реки — 36 км. В 9 км от устья впадает левый приток — река Грубею. До впадения Грубею река называется Харъёган.

## Данные водного реестра
По данным государственного водного реестра России относится к Нижнеобскому бассейновому округу, водохозяйственный участок реки — Обь от впадения реки Северная Сосьва до города Салехард, речной подбассейн реки — бассейны притоков Оби ниже впадения Северной Сосьвы. Речной бассейн реки — (Нижняя) Обь от впадения Иртыша.
Код объекта в государственном водном реестре — 15020300112115300030817.